# Altwis
Altwis foi uma comuna da Suíça, no Cantão Lucerna. Em 2017 possuía 438 habitantes. Estendia-se por uma área de 2,93 km², de densidade populacional de 149,5 hab/km². Confinava com as seguintes comunas: Aesch, Ermensee, Hämikon, Hitzkirch, Mosen.
A língua oficial nesta comuna era o Alemão.

## História
Em 1 de janeiro de 2021, passou a formar parte da comuna de Hitzkirch.